# Bartolomeo Tromboncino
Bartolomeo Tromboncino (Verona, 1470 - Venècia (o afores) després de 1535) va ser un compositor italià i trombonista. És conegut com a cantant al llaüt i compositor de frottoles, i per haver assassinat en una crisi de gelosia el 1499 la seva dona i probablement també el seu amant. El seu cognom, Italià per a «petit trombó» prové del primer instrument que va tocar.
No hi ha gaire detalls sobre els primers anys de la seva vida. Va néixer a Verona i va passar la seva joventut a Màntua. El seu pare, Bernardino Piffaro també era un músic virtuós que tocava el piffero, un instrument de la família de l'oboè a l'orquestre de vent de la ciutat, el que li va valdre el seu sobrenom de piffaro, una antiga ortografia d'aquesta paraula. Seria el seu pare que li hauria donat la primera formació musical. Fins aproximadament 1500, va romandre a Màntua, tot i que va estar-se a les ciutats de Ferrara, Est, Vicenza, Milà i Pavia. Va haver de fugir cap a Venècia després d'un conflicte violent el 1495, i va tornar cap a Màntua al final d'aquest any. El 1499 va matar la seva dona en descobrir-la que en els braços d'un amant. Quant a l'assassinat o no de l'amant, les fonts divergeixen. No obstant això, va ser perdonat pel seu patró, Francesc II Gonzaga, senyor de Màntua. Poc després altra vegada va haver de fugir de Màntua «sense permís i per raons lamentables» com un membre de la nissaga dels Gonzaga va escriure a un amic. Pel seu talent de compositor, va captivar la simpatia d'Isabel d'Este, un gran mecenes de l'època, que seduïda pel seu talent musical, li va atorgar la gràcia per les seves malifetes.
A partir del 1502 va entrar al servei de Lucrècia Borja a Ferrara. Aquí va compondre els seus intermezzi famosos. Com l'ho diu el seu nom, es tocaven entre els actes de d'obres de teatre - donant així el principi fins al naixement de l'obra que es durà a terme gairebé setanta anys més tard. Va escriure molta música per a la cort opulenta de Lucrècia Borja i el seu espòs Alfons d'Este. Al voltant de l'any 1521 es va traslladar a Venècia, on va passar els seus últims anys.

## Obra
Malgrat la seva tempestuosa vida, erràtica i criminal, va compondre moltes frottoles, cançons lleugeres i divertides, un gènere musical que va precedir el madrigal. Sembla que no vagi escriure cap música instrumental, o que no se n'hagi conservada. També va escriure música sacra: disset laudes, un motet i el famós Lamentacions de Jeremies.
Des d'un punt de vista estilístic, les seves obres sagrades s'insereixen en la tradició de principis del segle xvi en la qual utilitza una polifonia no imitativa sobre un cantus firmus. Les frottoles que formen la majoria de les seves obres són molt més variades que les d'altres com Marchetto Cara, i tendeixen a ser més polifòniques les dels altres compositors contemporanis. Aquest gènere va evolucionar vers el madrigal. La diferència entre les últimes cançons de Tromboncino i els primers madrigals no resideix tant en la música com en l'estructura del vers. Utilitza lletres dels més grans poetes de l'època, com ara Francesco Petrarca o Miquel Àngel.
S'han conservat 193 frottoles,de les quals disset són d'atribució dubtosa. L'editor Ottaviano Petrucci de Venècia en va publicar 116 en onze llibres.
- Llibre I (Venècia 1504), 14 peces, una de les quals podria ser atribuïda a Filippo de Lurano.
- Llibre II (Venècia 1504), 2 peces.
- Llibre III (Venècia 1504), 14 peces, una de les quals podria ser atribuïda a Marchetto Cara.
- Llibre IV (Venècia 1505), 11 peces, una de les quals podria ser atribuïda a Andrea Antico de Motovun.
- Llibre V (Venècia 1505), 15 peces.
- Llibre VI (Venècia 1505), 6 peces, una de les quals també s'atribueix a Francesco d'Ana.
- Llibre VII (Venècia 1507), 20 peces.
- Llibre VIII (Venècia 1507), 11 peces, una de les quals també s'atribueix a Marchetto Cara.
- Llibre IX (Venezia 1508), 10 peces, una de les quals s'atribueix també a Marchetto Cara.
- Llibre XI (Fossombrone 1514), 13 peces (una de les quals s'atribueix també a Giacomo Fogliano i una altra a Filippo de Lurano).

À més de música litúrgica i espiritual
- Llibre I i II Lamentationum Jeremie (Venècia 1506. Ottaviano Petrucci).
- Llibre segon (Venècia 1508); una lloança en el cant i Motets.
- Primer Llibre (Roma 1521)